# 江口鎮白
江口 鎮白（江口 鎭白、えぐち やすきよ、明治4年9月1日（1871年10月14日） - 没年不明）は、大日本帝国陸軍軍人。最終階級は陸軍少将。

## 経歴・人物
鹿児島県出身。1895年（明治28年）陸軍士官学校第6期卒業。
1916年（大正5年）11月に陸軍砲兵大佐・福岡俘虜収容所長、1918年（大正7年）3月に重砲兵第6連隊長を経て、1921年（大正10年）7月に陸軍少将に昇進と同時に待命、同年11月に予備役に編入した。

## 栄典
- 1895年（明治28年）11月15日 - 正八位[3]
- 1897年（明治30年）12月15日 - 従七位[4]
- 1901年（明治34年）2月28日 - 正七位[5]